# Olivia Thirlby
Olivia Thirlby (sinh ngày 6 tháng 10 năm 1986) là một nữ diễn viên người Mỹ. Cô được biết đến với vai diễn Leah trong bộ phim đoạt giải Oscar Juno, vai Natalie trong Thời khắc đen tối (2011) và vai Thẩm phán Cassandra Anderson trong Dredd (2012), New York, I Love You, Yêu không ràng buộc. Vào tháng 06 năm 2008, Thirlby được mô tả bởi tạp chí Vanity Fair như một nhân tố của "Làn sóng mới của Hollywood"

## Sự nghiệp
Thirlby được sinh ra ở thành phố New York trong một gia đình có người mẹ giám đốc quảng cáo và một người cha là nhà thầu. Cô lớn lên ở East Village của Manhattan. Trong khi vẫn còn ở trường trung học, Thirlby đã được tham gia một vai trong The Secret. Năm 2006, cô thực hiện bộ phim đầu tay của mình trong United 93 và truyền hình đầu tay của mình trong tập phim bắt cóc. Năm 2007, cô đóng vai Leah trong Juno. Khoảng thời gian này, cô và bạn diễn của cô là Juno Ellen Page đã được dự kiến sẽ vào vai các nhân vật tiêu đề tương ứng của Jack & Diane. Bộ phim là một câu chuyện của hai người phụ nữ trẻ, những người rơi vào tình yêu tuy nhiên cả hai đều bỏ tham gia.

## Các phim
| Năm  | Tên                            | Vai                  | Notes                   |
| ---- | ------------------------------ | -------------------- | ----------------------- |
| 2006 | United 93                      | Nicole Carol Miller  |                         |
| 2006 | Unlocked                       | Abby                 | Short film              |
| 2007 | Snow Angels                    | Lila Raybern         |                         |
| 2007 | Juno                           | Leah                 |                         |
| 2007 | Love Comes Lately              | Sylvia Brokeles      |                         |
| 2007 | The Secret                     | Samantha Marris      |                         |
| 2008 | The Wackness                   | Stephanie            |                         |
| 2008 | Eve                            | Kate                 | Short film              |
| 2009 | New York, I Love You           | Actress              | Segment: "Brett Ratner" |
| 2009 | The Answer Man                 | Anne                 |                         |
| 2009 | Uncertainty                    | Sophie               |                         |
| 2009 | Breaking Upwards               | Erika                |                         |
| 2009 | What Goes Up                   | Tess Sullivan        |                         |
| 2009 | Solitary Man                   | Maureen (uncredited) |                         |
| 2011 | No Strings Attached            | Katie                |                         |
| 2011 | Margaret                       | Monica               |                         |
| 2011 | The Darkest Hour               | Natalie              |                         |
| 2012 | Nobody Walks                   | Martine              |                         |
| 2012 | Being Flynn                    | Denise               |                         |
| 2012 | Dredd                          | Judge Anderson       |                         |
| 2013 | Red Knot                       | Chloe Harrison       | Post-production         |
| 2013 | The Movie                      |                      | Post-production         |
| 2013 | It Is What It Is               | Jules                | Pre-production          |
| 2014 | Just Before I Go               |                      | Filming                 |
| 2014 | 5 to 7                         |                      | Filming                 |
| 2015 | The Wedding Ringer             |                      | Post-production         |
| 2015 | The Stanford Prison Experiment | Christina Maslach    |                         |
| 2023 | Oppenheimer                    | Lilli Hornig         |                         |

| Năm       | Tên            | Vai           | Notes       |
| --------- | -------------- | ------------- | ----------- |
| 2006–2007 | Kidnapped      | Aubrey Cain   | 5 episodes  |
| 2009      | Bored to Death | Suzanne       | 4 episodes  |
| 2011      | Good Vibes     | Jeena (voice) | 12 episodes |

| Năm  | Tên             | Vai   | Notes                    |
| ---- | --------------- | ----- | ------------------------ |
| 2008 | Farragut North  | Molly | Linda Gross Theater, NYC |
| 2012 | Lonely, I'm Not |       | Second Stage Theatre     |